# Tvrdonice
Tvrdonice är en ort i Tjeckien.   Den ligger i regionen Södra Mähren, i den sydöstra delen av landet, 240 km sydost om huvudstaden Prag. Tvrdonice ligger 181 meter över havet och antalet invånare är 2 042.
Terrängen runt Tvrdonice är platt. Runt Tvrdonice är det ganska tätbefolkat, med 90 invånare per kvadratkilometer. Närmaste större samhälle är Břeclav, 8,2 km väster om Tvrdonice. Omgivningarna runt Tvrdonice är en mosaik av jordbruksmark och naturlig växtlighet.